# 约翰·巴兰斯

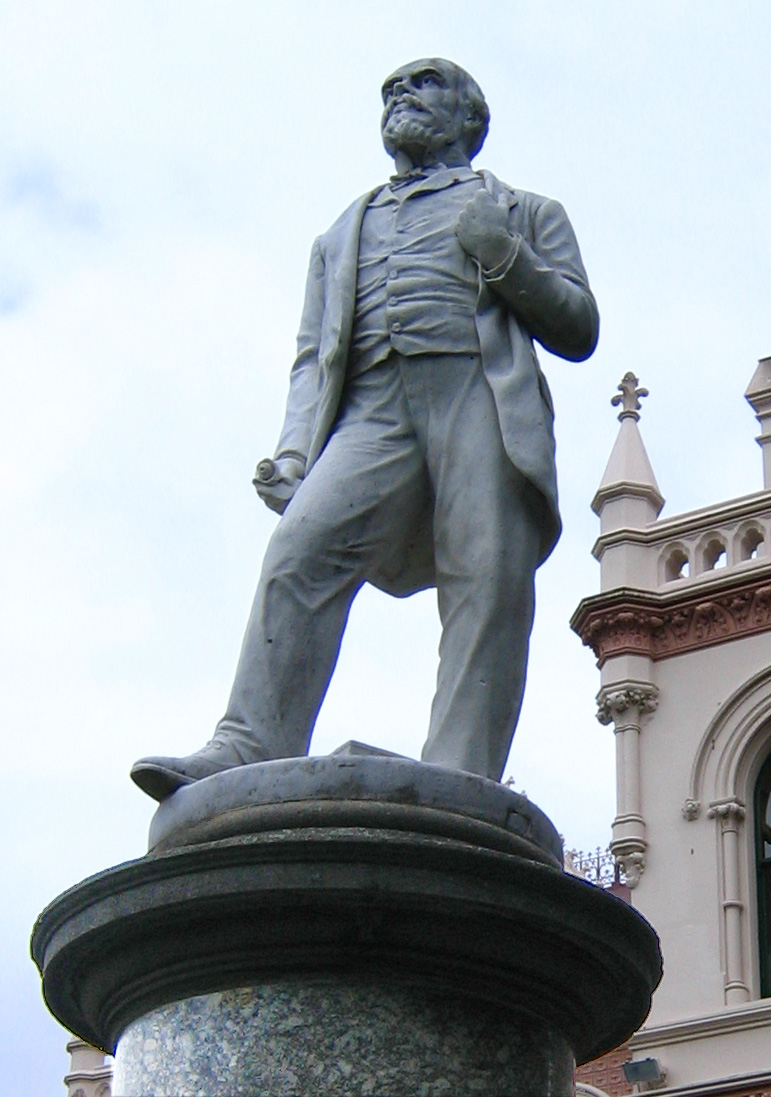
惠灵顿国会图书馆外的约翰·巴兰斯塑像

约翰·巴兰斯（John Ballance，1839年3月27日—1893年4月27日），第14任新西兰总理（1891年—1893年），新西兰第一个政党自由党的创始人，该党在此后执政长达20年之久；他在通过社会福利立法方面也起了重要作用。

## 生平
巴兰斯出生于北爱尔兰安特里姆郡格莱内维（Glenavy），上完学后在贝尔法斯特一家五金店做学徒。后来成为英国伯明翰的一个五金批发商人，自学成才。他对文学非常感兴趣，花费大量时间去读书。他的父亲是保守派，而他的母亲是一个自由主义者，受父母的影响，他也对政治起了兴趣。
1866年，巴兰斯和妻子移居新西兰旺阿努伊，开始打算做一个小珠宝商。后在《旺阿努伊先驱报》当主编，因反对土著毛利人的主张而被解雇。1868年，他的妻子芬妮死于疾病，只有24岁。两年后，他娶了惠灵顿一个建筑师的女儿爱伦·安德森。
1875年，巴兰斯进入议会，主张撤销地方政府。1878年任殖民地财务长官，开始征收土地税。1884—1887年任土地、防卫和土著事务部长，企图把土地从垄断资本家转移到小农户手中。在当总理期间，推行土地税和所得税的累进制。他限制政府借债以对付持续的经济萧条，以削弱反对派力量。
1893年，巴兰斯在一次肠道外科手术后去世，惠灵顿国会图书馆前建造了一座纪念他的雕像。

## 备注
1. ↑  McIvor, Timothy L. . Dictionary of New Zealand Biography. Ministry for Culture and Heritage.   [4 April 2011].
2. ↑  . Papers Past. National Library of New Zealand.   [12/01/2013]. （原始内容存档于2021-04-02）.

## 延伸阅读
- Dalziel, Raewyn, , New Zealand Journal of History, 1987, 21 (1): 46–61
- Hoben, Ernest D., , Wellington, [N.Z.]: Printed at the Evening Post Office, 1893
- Lineham, Peter J., , New Zealand Journal of History, 1985, 19 (1): 61–81
- Ross, Angus, , An Encyclopaedia of New Zealand, edited by A. H. McLintock, 1966  [2008-04-24], （原始内容存档于2008-07-24）